# Recilia jordanica
Recilia jordanica là loài côn trùng thuộc họ Cicadellidae, bộ Cánh nửa. Loài này được Dlabola miên tả năm 1965.